# ベルガエ
ベルガエ（ラテン語: Belgae）とは、ガリア（現在のフランス、ベルギー、スイス他）の内の北東部を指す古代ヨーロッパの地名である。また、ベルガエに住む部族を総称してベルガエ人（ベルガエ族）と呼ぶ。ライン川に面した地区であるため、元々はゲルマン系の部族とも考えられている。なお、ベルギー王国はこのベルガエの故地より名称を得ている。

## 概要
ガイウス・ユリウス・カエサルは自著『ガリア戦記』の中でガリアを3つの地区に分けており、北東部をベルガエ、南西部をアクィタニア、ベルガエとアクィタニアに挟まれた地区を「ガリア」（ローマ人の呼び名。ガリアに住む現地人は自身らのことをケルタエ（Celtae）と呼ぶ）としている。
ゲルマン人の住む地区に近く、キンブリ族やテウトネス族の侵入を単独で撃退したように、ガリアの3地区の中でも最も勇猛であった。この理由について、カエサルは「属州の文化文明から最も遠く離れた場所であること」「精神を軟弱にさせるような商品を持ち込む商人が滅多に来ないこと」「隣り合うゲルマン人と常に戦争をしていること」を挙げている。
ベルガエ人が ガリア系かゲルマン系にルーツを持つのかは、はっきりしない。カエサルは「元々はゲルマン系で、ライン川を渡ってガリアへ住み着き、土着のガリア人を追い出した。」と記している。
ベルガエ人の一派でスエッシオネス族のディウィキアクスはブリタンニアにも影響力を及ぼしていたという。カエサル率いるローマ軍とのガリア戦争ではガリア人の中で最も激しく抵抗したが、サビス川の戦いやアレシアの戦いなどに敗れて、ローマの属州となり、後にガリア・ベルギカ属州となった。